# Eutanàsia
L'eutanàsia (del grec euthanasia, «bona mort») és la mort indolora i provocada a persones que decideixen per una raó personal que no volen continuar vivint. Sovint es tracta de persones que sofreixen d'una malaltia dolorosa i terminal per a la qual no hi ha cap remei. El mot prové del grec ευ (bo) i θάνατος (mort).

## Definicions
Són diverses les definicions d'eutanàsia que s'han donat al llarg de la història.
- L'Organització Mundial de la Salut (OMS) defineix l'eutanàsia com «l'acció mèdica que provoca deliberadament la mort del pacient».[2]

- La Reial Acadèmia Espanyola (RAE) la defineix com aquella acció per evitar sofriment insuportable o la prolongació artificial de la vida d'un malalt.[3]

- Per l'Associació Mèdica Mundial (AAM), l'eutanàsia és l'acte deliberat de posar fi a la vida d'un pacient, per voluntat pròpia o petició dels familiars i no impedeix que el metge respecti la decisió del pacient a seguir el procés natural de la mort.[4]
- L'Institut d’Estudis Catalans (IEC) la defineix com a «mort sense sofriment» o «mort dolça, sense dolor» i distingeix entre l'eutanàsia activa –quan és provocada– i l'eutanàsia passiva –quan és conseqüència de la no aplicació dels mitjans per a perllongar la vida–, sempre referida a «una persona que té una malaltia en fase terminal o (que) es troba en un estat d'inconsciència irrecuperable».[5][6]

## Tipus d'eutanàsia
Per una banda, el context anglosaxó defensa dos tipus d'eutanàsia, la passiva i l'activa. Per altra banda, l'Organització Mèdica Col·legial espanyola i altres institucions no accepten els termes eutanàsia "activa i "passiva". Els darrers defensen una eutanàsia directa i indirecta.

### Eutanàsia directa
Consisteix a anticipar la mort de la persona en casos de malaltia incurable. Aquesta es pot classificar en activa o passiva.
- Activa: Fa referència a l'acció de provocar la mort, de forma indolora, a petició de la persona afectada en cas de malaltia incurable. Per a molts és l'eutanàsia directa activa l'única que es considera com a eutanàsia pròpiament dita,[8] i les altres formes que es descriuen a continuació haurien de ser considerades com a correctes pràctiques mèdiques.
- Passiva: No implica la voluntat d'anticipar la mort. Fa referència a una mort per omissió, és a dir, se suspenen totes aquelles intervencions terapèutiques per no allargar la vida (evitant sempre l'obstinació terapèutica), però es mantenen les bàsiques per evitar el patiment i mantenir la màxima qualitat de vida possible.

### Eutanàsia indirecta
Aquesta té com a objectiu alleugerir els símptomes associats a la malaltia i utilitza intervencions terapèutiques que tenen com a efecte secundari la mort. Per exemple, la utilització de morfina i altres fàrmacs; propis de les cures pal·liatives.

## Història
Sota la influència de l'església catòlica, segons la qual el sofriment tant com la vida i la mort és un do diví al qual l'home no pot intervenir, a molts estats occidentals, l'eutanàsia activa va ser criminalitzada i és considerada com a assistència il·legal al suïcidi.
Després de la Segona Guerra Mundial, el descobriment dels excessos immorals del programa nazi d'exterminar persones que segons la ideologia racista haurien tingut una vida no mereixedora de vida, que de més, podria contaminar el patrimoni genètic ari però executat contra la voluntat dels primers interessats va enverinar el debat sobre el dret a morir dignament. Vers la fi del segle xx, a Europa a poc a poc la mentalitat va evolucionar i diversos moviments cívics van començar a actuar per al dret individual de decidir sobre la seva mort. Els Països Baixos van descriminalitzar l'eutanàsia activa el 2000. El mateix anys a Catalunya «s'aprovà al Parlament una proposició de llei sobre el testament vital o de voluntats anticipades, un document en què un ciutadà major d'edat informa el metge del tractament que desitja rebre en cas de patir una malaltia o un accident que li impedeixin expressar personalment la seva voluntat final».
Quan Espanya en va aprovar la regulació, al març de 2021, l'eutanàsia era legal únicament als Països Baixos, Bèlgica, Luxemburg, Canadà, Colòmbia i Nova Zelanda, si bé en aquest últim país no entraria en vigor fins al 6 de novembre de 2021, mentre a Espanya ho faria al juny. A l'abril de 2002 els Països Baixos es van convertir en el primer país del món en legalitzar l'eutanàsia. Poc després, Bèlgica i Luxemburg van seguir el camí i, més endavant, Colòmbia i el Canadà van emparar aquesta pràctica en la seva legislació encara que, cada norma recull els seus propis matisos. A Nova Zelanda la llei va ser ratificada l'octubre de 2020. En alguns països s'accepta només l'eutanàsia passiva (amb els matisos propis de la legislació de cada país): Alemanya, Àustria, Suècia, Noruega, Dinamarca i Finlàndia. Per la seva banda, Suïssa el que sí autoritza, ja des de la dècada de 1940, és el suïcidi assistit (es procura la medicació apropiada al pacient, però aquest s'ho pren voluntàriament sense intervenció mèdica directa). Als Estats Units o Austràlia, la legislació favorable es dona només en algun dels seus territoris o estats federats. De fet, al Territori del Nord d'Austràlia és on es van realitzar les quatre primeres eutanàsies legals del món gràcies a una llei pionera de 1995 que fou anul·lada l'any següent pel Parlament d'Austràlia.

## Legislació al món

Estat actual de l'eutanàsia a tot el món:
Eutanàsia voluntària activa legal (Bèlgica, Canadà, Colòmbia, Luxemburg, Països Baixos, Nova Zelanda, Espanya, i els estats australians de Nova Gal·les del Sud, Queensland, Austràlia del Sud, Tasmània, Victòria i Austràlia Occidental)
Eutanàsia passiva legal (negativa del tractament / retirada del suport vital)
Eutanàsia activa il·legal, eutanàsia passiva no legalitzada ni regulada
Totes les formes d'eutanàsia il·legals

Estat actual de l'eutanàsia a Europa:
Eutanàsia voluntaria activa legal
Eutanàsia passiva legal
Eutanàsia activa il·legal, eutanàsia passiva no legalitzada ni regulada
Totes les formes d'eutanàsia il·legals

La legalitat de l'eutanàsia varia segons el país. Els esforços per canviar les polítiques governamentals sobre l'eutanàsia dels humans als segles XX i XXI han tingut un èxit limitat als països occidentals. Les polítiques d'eutanàsia humana també han estat desenvolupades per diverses ONG, sobretot associacions mèdiques i organitzacions de defensa. A partir del novembre de 2021, l'eutanàsia és legal a Bèlgica, Canadà, Colòmbia, Luxemburg, els Països Baixos, Nova Zelanda, Espanya i diversos estats d'Austràlia (Nova Gal·les del Sud, Queensland, Austràlia Meridional, Tasmània, Victòria i Austràlia Occidental). L'eutanàsia va ser breument legal al Territori del Nord entre 1996 i 1997, però va ser anul·lada per una llei federal. El 2021, un tribunal peruà va permetre l'eutanàsia per a una sola persona, Ana Estrada.
Notes
1. ↑  Rússia: tot i que es declara il·legal, la llei no especifica cap càstig excepte el Codi de delictes que castiga els assassinats ordinaris i els delictes d'homicidi involuntari.

## Legislació als Països Catalans
Com és sabut, els Països Catalans es troben sotmesos a diferents ordres jurídics segons el territori a què ens referim. Així, Andorra té la seva pròpia legislació nacional, a Catalunya Nord s'aplica la legislació francesa, a l'Alguer la italiana, i a la resta de territoris la legislació espanyola o l’autonòmica corresponent.

### Estat espanyol

#### La situació anterior al juny del 2021
Abans de l'entrada en vigor, el 25 de juny de 2021, de la Llei sobre l'eutanàsia, la primera vegada que el Codi Penal es va plantejar una legislació relacionada amb l'eutanàsia va ser l'any 1995. Concretament, l'article 143 del Codi Penal espanyol deia que:
- Hi haurà pena de presó de 2 a 5 anys de duració als que ajudin amb actes necessaris el suïcidi d'una persona.
- El que indueixi el suïcidi d'un altre serà castigat amb pena de presó de 4 a 8 anys.
- Hi haurà pena de presó de 6 a 10 anys si la cooperació d'un individu arribés a provocar la mort de la persona.
- La pena inferior en 1 o 2 graus serà aplicada a aquelles persones que cooperin activament amb actes necessaris i directes a la mort d'una persona, per petició expressa, en el cas que la víctima tingués alguna malaltia terminal o símptomes associats que provoquessin sofriment permanent.

Al llarg de trenta anys s'havien presentat cinc proposicions no de llei al Congrés, per regular l'eutanàsia, que sempre van ser rebutjades. El juny del 2018, la llei de l'eutanàsia va aconseguir per primer cop el suport majoritari per a l'inici de la tramitació, quan Ciutadans va canviar el seu vot en contra per l'abstenció en el text presentat pels socialistes, si bé el setembre del 2019 la tramitació no va prosperar per la dissolució de les Corts, quan Pedro Sánchez no va aconseguir formar govern.

#### La llei sobre l'eutanàsia aprovada el 2021
La situació canvia l'any 2021. En efecte, el 25 de juny de 2021 (3 mesos després de la data de publicació al BOE, el 25 de març) entra en vigor la nova Llei orgànica 3/2021 de regulació de l'eutanàsia, tot i que el seu article 17 –sobre la creació i composició de les Comissions de Garantia i Avaluació– entrà en vigor abans: el dia següent de la publicació.
El 17 de desembre del 2020 el Congrés dels Diputats espanyol va aprovar –198 vots a favor, 138 en contra (PP, Vox i UPN), i 2 abstencions– la proposició de llei que despenalitza l'eutanàsia. La tramitació parlamentària va continuar al Senat, on es van introduir lleugeres modificacions. I finalment, el 18 de març de 2021, va ser definitivament aprovada en una nova votació al Congrés dels Diputats, amb un resultat molt semblant a la primera votació: 202 vots a favor, 141 en contra i 2 abstencions. No obstant, durant el debat d'aprovació, Vox va anunciar recursos al Tribunal Constitucional (TC) i el PP va dir que estudiava fer el mateix, tot i que ambdós recursos van acabar desestimats pel Tribunal Constitucional. En el moment de l'aprovació, l’Estat espanyol es convertí en el setè del món a legalitzar aquesta pràctica, després dels Països Baixos, Bèlgica, Luxemburg, el Canadà, Nova Zelanda –on ja estava aprovada però pendent d'entrar en vigor més tard, al novembre– i Colòmbia.
Així, la nova Llei orgànica de regulació de l'eutanàsia, estableix les següents condicions i mecanismes per a poder sol·licitar l'eutanàsia:
- Requisit mèdic. Patir una “malaltia greu i incurable” o que provoqui un “patiment greu, crònic i impossibilitant”. Per “malaltia greu i incurable” s'entén la malaltia que provoca patiments físics o psíquics constants i insuportables sense possibilitat d’un alleujament que la persona consideri tolerable, amb un pronòstic de vida limitat, en un context de fragilitat progressiva. I per “patiment greu, crònic i impossibilitant” s'entén que el pacient pateix limitacions que incideixen directament sobre la seva autonomia física i activitats de la vida diària (de manera que no es pot valdre per ell mateix) així com sobre la seva capacitat d’expressió i de relació, limitacions que comporten un patiment físic o psíquic constant i intolerable per a qui ho pateix, existint la seguretat o una gran probabilitat que aquestes limitacions persisteixin en el temps sense possibilitat de curació o de millora apreciable.
- Altres requisits. Ser major d’edat i en plena capacitat i consciència per a decidir lliurement; ser de nacionalitat espanyola o amb permís legal de residència o tenir un certificat d'empadronament que acrediti una permanència en territori espanyol de més de 12 mesos; haver rebut informació sobre el seu procés mèdic, així com sobre el procés eutanàsic i les alternatives existents; i formular per escrit dues sol·licituds d’eutanàsia amb un interval mínim de 15 dies entre les dues, sol·licituds que s'han de signar i datar en presència d’un professional sanitari que ho rubriqui, el qual ha d’entregar la sol·licitud al metge responsable que assisteix el pacient en el tractament de la seva malaltia. Ningú –ni cap metge ni un suposat representant legal del pacient– ho pot decidir per ell (excepte si aquest així ho ha expressat prèviament en una declaració de voluntats anticipades (DVA) o testament vital): la decisió és sempre estrictament personal. A més, el pacient, en tot moment té el dret de retractar-se.
- Autorització: El metge responsable que rep la sol·licitud ha de parlar amb el pacient abans de dos dies per deliberar amb ell la situació (i abans de cinc dies comunicar-li per escrit la informació mèdica pertinent). El mateix passa amb la segona sol·licitud, moment en el qual, a més, el metge ha de demanar al pacient que persisteix en la demanda que signi el document de consentiment informat. Acte seguit, el metge responsable ha de traslladar la sol·licitud d’eutanàsia a un segon metge (el “metge consultor”) que tindrà deu dies des de la data de la segona sol·licitud per estudiar el cas i emetre el seu informe, el qual s'haurà de comunicar al pacient durant les 24 hores posteriors. Si l’informe és favorable, ha de passar a la Comissió de Garantia i Avaluació que designarà un metge i un jurista perquè emetin la decisió final, en uns terminis que sumen un màxim d’onze dies més. Aquesta decisió es comunica al metge responsable que passarà a realitzar la prestació d’ajuda a morir d’acord amb el pacient. En cas de qualsevol decisió negativa en aquest procés (decisió que s'haurà de lliurar al pacient per escrit i de forma argumentada), el pacient pot recórrer sempre davant de l'esmentada Comissió. Hi ha una Comissió de Garantia i Avaluació a cada comunitat autònoma.
- Prestació del servei: Ha de ser un servei gratuït i accessible per a tota la ciutadania, inclòs a la cartera comú de serveis del Sistema públic de Salut i garantit a les persones interessades. És a dir que el servei s'ha de poder utilitzar tant als centres públics com als privats o, fins i tot, al domicili. I s'ha de garantir independentment a la possibilitat d’objecció de consciència del personal sanitari: l’objecció és un dret individual del professional sanitari, però el sistema de salut ha de garantir de totes maneres al pacient que se li realitzarà la prestació del servei.

Al Principat de Catalunya la llei va desplegar-se amb agilitat, i l'aplicació de la llei va comportar també la creació d'un registre d'objectors de consciència per a l'aplicació de l'eutanàsia, en què hi constaven 90 professionals sanitaris, un 0,1% d'un potencial de 90.000 professionals de la salut. Al cap d'un any, al Principat, el balanç fou de 137 sol·licituds d'acollir-se a l'eutanàsia, de les quals 78 van ser aprovades (60 de les quals practicades, majoritàriament al domicili del pacient) i 8 de denegades; la resta encara estaven en curs de valoració, pendents de ser practicades, o revocades per voluntat posterior del pacient, mentre que en altres casos el pacient va morir abans de resoldre's la sol·licitud o de ser practicada. Les sol·licituds s'han resolt en 47 dies de mitjana, des de la data que van ser presentades, generalment al centre d'atenció primària o a l'hospital on el pacient estava internat. L'any 2023, al Principat hi hagué 219 sol·licituds: 147 foren tramitades i 72 retirades durant el procediment (per mort, revocació o ajornament); i de les 147 tramitades, 105 van ser realitzades, 20 denegades, 11 ajornades i 11 revocades lliurement pel pacient.
Al País Valencià, durant el primer any de vigència de la llei, es van tramitar 23 sol·licituds, 18 de les quals van ser aprovades (12 de practicades i la resta no, ja sigui per revocació posterior, per defunció prematura, o per estar en curs de tramitació al complir-se l'any de la llei). L'any 2023, les prestacions sol·licitades foren 56, 26 de les quals foren realitzades.
A les Illes Balears, el 2023 es van presentar 37 sol·licituds, 12 de les quals foren concedides.

### Estat francès
A l'estat francès, l'eutanàsia activa segueix prohibida, tot i que en l’anomenada llei Leonetti admet, per primer cop, l'eutanàsia passiva. Aquesta llei autoritza al metge a aturar o a reduir el tractament de perllongació de la vida, a demanda del pacient (o de la seva persona de confiança si aquest no es troba en situació d’expressar-se), i prèvia informació al pacient del risc de mort en cas de retirada de l'esmentat tractament.
Tot i així, a l'estat francès, el debat sobre si legalitzar o no l'eutanàsia segueix ben viu. El 2018 un llarg informe del Consell d’Estat sobre la futura llei de la bioètica, analitza el tema i s'oposa –amb diferents arguments– a la legalització. Al mateix temps, 156 diputats van signar un manifest favorable. A més, diferents casos mediàtics han anat provocant intensos debats als mitjans. No obstant, en el projecte de llei relativa a la bioètica que el 2020 i 2021 es troba en fase de debat parlamentari, no inclou el tema del final de la vida, de manera que per ara seguirà sent la llei Leonetti l'encarregada de regular aquest aspecte. El 8 d'abril del 2021, una proposició de llei reguladora de l'eutanàsia presentada pel diputat Olivier Falorni (del grup Libertés et territoires) no va poder ser votada a l'Assemblea Nacional degut a l'obstrucció d'un grup de diputats de dretes que van presentar més de 3000 esmenes per impedir-ne la votació dins dels terminis reglamentaris. El tema, segueix viu en el debat parlamentari. El 13 de setembre del 2022, el president de la República, Emmanuel Macron, va confirmar que es convocarà un fòrum de debat (una convention citoyenne) per debatre aquesta qüestió durant 6 mesos, amb l'objectiu d'adoptar eventualment un canvi de la legislació favorable a l'eutanàsia abans d'acabar l'any 2023, a partir de la posició favorable anunciada el mateix 13 de setembre pel Comitè consultatiu nacional d'ètica. El president no exclou la possibilitat de convocar un referèndum sobre el projecte de llei que en resulti. La Convention citoyenne va ser efectivament convocada, i l'abril del 2023 va fer públic un informe favorable, tot i que opta per parlar d'ajuda activa a morir més que no pas d'eutanàsia. Basant-se en aquest informe, el govern francès presidit per Emmanuel Macron el 10 d'abril del 2024 va presentar una proposició de llei relativa a "l'acompanyament dels malalts i de la fi de la vida", la qual havia de ser votada a l'Assemblea Nacional el dia 11 de juny del 2024, votació que va quedar ajornada degut a la dimissió del govern. Finalment, el 27 de maig del 2025 l'Assemblea Nacional francesa va aprovar per àmplia majoria una proposició de llei sobre "l'ajuda a morir", text que no obstant encara haurà de passar per una segona votació per a ser aprovat: la votació al Senat, la qual encara no té cap data fixada, i que podria dur-se a terme a la tardor del 2025.

### Andorra
A Andorra, l'eutanàsia no està legalitzada; però sí que es reconeix el dret del pacient a rebutjar el tractament proposat “encara que comporti un greu perill per a la seva vida”, rebuig que ha de ser respectat pels professionals sanitaris i que no ha de condicionar la continuïtat assistencial del pacient amb tractaments alternatius o pal·liatius. Així ho estableix l’article 13 de la Llei 20/2017, del 27 d’octubre, de drets i deures dels usuaris i dels professionals del sistema sanitari i sobre la història clínica. Una decisió que qualsevol ciutadà pot expressar per endavant a través del document de voluntats anticipades (DVA). Pel què fa pròpiament a l'eutanàsia, el debat polític a Andorra continua obert i ben viu: a la posició contrària del Copríncep Episcopal s'hi oposa la proposta de l'esquerra andorrana per a legalitzar-la.

### Itàlia
A Itàlia –i per tant a l’Alguer– el tema de l'eutanàsia segueix sense estar legislat. Fins fa relativament poc es considerava que els articles 579 i 580 del Codi Penal italià la prohibien i condemnaven a qui ajudés a algú a morir. Però una important sentència de la Cort Constitucional del 25/9/2019 despenalitzà l’assistència al suïcidi si és a una persona que llur malaltia li causa «un patiment físic o psicològic» que considera «intolerable», sempre que la persona sigui «totalment capaç de prendre decisions lliures i conscients», i sempre que les «condicions i mètodes d'execució hagin estat verificats per una estructura pública del servei nacional de salut, després d’haver obtingut l’opinió del comitè d’ètica territorialment competent». És a dir, accepta –en aquestes condicions– el suïcidi medicalment assistit. Per a dictar aquesta sentència, la Cort Constitucional es fonamenta en la llei italiana del 2017 sobre el consentiment informat i les disposicions anticipades de tractament. El primer cas, però, a poder-se acollir a aquest dret reconegut per l'alt tribunal, no va arribar fins al 16 de juny del 2022, després de més de dos anys de lluita judicial per part del pacient.
Arran d’aquesta sentència, una proposta de llei específica va ser debatuda durant el 2019 i 2020 a les Comissions de justícia i d’afers socials del Parlament italià, tot i que de moment no ha arribat al ple de la Cambra i, per tant, no ha estat sotmesa a votació.De fet, la proposta de llei sobre el suïcidi assistit, que el 2022 encara continua pendent de debat i d'aprovació, és un text que restringeix els drets reconeguts per la Cort Constitucional. I, d'altra banda, la possibilitat d'aprovar una llei sobre l'eutanàsia segueix en l'àmbit del debat polític, sobretot després que els tribunals hagin desestimat la proposta de convocar un referèndum al respecte. El febrer de 2024 el govern de la regió d'Emília-Romanya va aprovar una normativa favorable a l'eutanàsia al·legant que així cobrien el buit legal existent, però el govern central de Giorgia Meloni l'ha recorreguda davant el Tribunal Administratiu Regional.

## Arguments
L'eutanàsia ha estat i és un tema molt fràgil i discutit. Hi ha diversos elements a favor i altres en contra que s'utilitzen per defensar l'aprovació o no d'aquesta pràctica.
Arguments a favor
1. Principi d'autonomia: La part defensora d'aquesta pràctica té com argument principal el respecte a l'autonomia de la persona. Aquesta pot decidir com vol viure o no, i la manera en com vol acabar el darrer tram de la seva vida; és a dir, poder escollir quina és la forma de morir que volem evitar.[74][75] Un dels principis bioètics és l'autonomia i el dret a decidir de l'individu sobre si mateix. El principi d'autonomia és el que permet respectar totes i cadascuna de les decisions, tant de qui demana acollir-se a l'eutanàsia com de qui n'és contrari.
2. Qualitat de vida: Viure no assegura una vida amb qualitat de vida. Al contrari, determinades malalties poden conduir la persona a un final de vida de patiment i de degradació important de les condicions de vida.
3. Principi de beneficència: Sinònim de tenir compassió de les altres persones. Els tractaments i altres mesures s'apliquen per evitar dolor i altra simptomatologia. Tot i així, tot sovint no es poden controlar els signes i símptomes desencadenats per la malaltia.[73] No es pot obligar a ningú a viure contra la seva pròpia voluntat l'última etapa de la vida sota un patiment (físic o psicològic) causat per unes condicions que el propi interessat –d’acord amb les pròpies conviccions– considera intolerables i impròpies de la dignitat humana. D’altra banda, la possibilitat de recórrer a l'eutanàsia pot ser, per algunes persones, el millor pal·liatiu per encarar aquesta etapa final, independentment que hi acabin recorrent o no. Segons el professor de psicologia José Martín Amenabar Beitia, l'eutanàsia pot ser considerada com un antídot al suïcidi: “l'opció legal d'acollir-se a ella pot suposar per a certes persones un allunyament del suïcidi mentre que la seva prohibició les pot precipitar a l'autodestrucció definitiva per a poder escapar així del sofriment insofrible”.[76]
4. Protecció dels drets humans. Allargar la vida a un pacient que no ho desitja pot ser assimilat a la tortura, especialment si això li representa allargar un patiment físic o psicològic que el propi pacient considera intolerable. En sentit contrari, el dret a una vida digna comporta el dret a la llibertat de cadascú, el dret a la intimitat, el dret a viure segons les pròpies conviccions i ideologia, i el dret a decidir sobre com es vol viure el darrer capítol de la vida; es tracta de poder viure també com a digne el període final.
5. Acció que pot evitar grans patiments a persones en situacions d'últims dies. Perllongar artificialment la vida a algú que no ho desitja pot ser un acarnissament terapèutic o tecnològic que només provoqui més sofriment i angoixa al pacient.

Arguments en contra
1. Dificultat per establir límits per decidir el moment de l'eutanàsia. Dificultat per a determinar quan el patiment del pacient és suficientment greu i “insuportable” per a justificar l’anticipació de la mort o, tot simplement, per a deixar de lluitar per mantenir la vida. Especialment en casos de malalties greus, que poden comportar patiments importants, però que no són estrictament terminals (o imminentment terminals).
2. Vida com a valor inherent segons la religió.
3. Repercussions socials que es desencadenarien. Perill eventual d’excessos «ideològics» per qui tingui al seu poder decidir sobre quines vides són “descartables”. I, en tot cas, ruptura del sentiment col·lectiu de solidaritat i fraternitat que és la garantia de la vida col·lectiva enfront, també, de les eventuals fragilitats individuals. Així, el risc que les persones més vulnerables se sentin induïdes –en moments de dificultat i de patiment– a considerar la indignitat o la inutilitat de llur vida.[77] Cap individu pot decidir, com diu la llei, «sense cap pressió externa», sinó que la decisió d’eutanàsia pot estar basada en múltiples factors d’influència: sentiment de dolor, solitud, depressió, manca de recursos personals o familiars...: els factors socials del desig a morir fan que l’autonomia de l’individu per a decidir no sigui tant clara.[78]
4. No existeix una mort digna de la persona. La funció deontològica del cos mèdic és salvar vides i no pas col·laborar a avançar-ne el final.
5. La decisió es pot realitzar en moments de depressió clínica i angoixa o a causa de trastorns cognitius i mentals[79]

## Debat ètic i jurídic en els marcs de legalització
Quan es parla d’eutanàsia, en els països on s'ha legalitzat, es parteix sempre del supòsit que és un dret individual i voluntari del pacient. Estrictament d'ell. En cap cas es planteja com un acte forçat per situacions externes (atenció sanitària deficient, solitud, pressió ambiental, etc.), sinó com un acte voluntari, ben meditat i degudament informat que pretén únicament evitar un final de vida considerat de patiment irreversible i no desitjat pel mateix interessat. Segons el teòleg i filòsof francès Jacques Pohier, «l'eutanàsia voluntària no és una tria entre la vida i la mort, sinó una tria entre dues formes de morir».
En els països on s'ha legalitzat l'eutanàsia, s'ha fet precisament entenent que el dret a demanar aquesta intervenció mèdica correspon únicament als pacients que reuneixen els tres requisits següents:
- pateixen una malaltia terminal, o una malaltia greu i incurable, o una malaltia crònica greu i invalidant;
- consideren intolerable el patiment físic o psíquic que els causa l'esmentada malaltia;
- expressen de manera conscient i informada la seva voluntat eutanàsica.

Per assegurar l’aplicació d’aquests tres requisits, les legislacions preveuen tot un seguit de mesures de prudència i de garanties com és la necessitat d’una demanda reiterada, la supervisió d’un segon metge o del comitè d’ètica del centre, la garantia de lliure retractament del pacient, etc.
No obstant, a mesura que la societat va evolucionant –i amb ella els seus valors morals i ètics– s'han anat plantejant nous debats. A vegades davant de situacions concretes que ningú havia previst, cosa que ha situat a familiars, metges, jutges, i especialistes en bioètica en un autèntic dilema. En altres casos, la legislació s'ha avançat a oferir solucions. Algunes de les noves situacions plantejades, sotmeses a intensos debats, són:

### El malalt amb impossibilitat d’expressar-se
És el cas del malalt que no es troba capacitat (físicament o mentalment) per expressar la seva voluntat: per estar en coma, per paràlisi aguda, per demència o alzheimer, etc. Aquesta situació, la legislació dels diferents països l’ha solucionat d’una manera semblant: preveient la possibilitat que les persones puguin deixar en qualsevol moment –quan encara estan en plena capacitat de decidir– constància escrita de la seva voluntat a través d’un document formal de “voluntats anticipades” (o “testament vital”), amb designació d’un representant legal i amb les indicacions que considerin oportunes per a quan sigui el moment o per a quan es donin determinades circumstàncies.
Tot i així, sobretot en el cas de les malalties mentals, aquesta previsió requerirà sempre –per part de l'equip mèdic o dels responsables ètics sol·licitats– una màxima prudència, ja que cal assegurar que la incapacitat cognitiva del malalt ha esdevingut total i definitiva.

### El malalt és menor d'edat
Els defensors del dret eventual del menor a decidir d’acollir-se a un procediment d’eutanàsia argumenten que aquesta facultat prové de la mateixa capacitat reconeguda al menor per a prendre determinades decisions sobre la seva salut. En efecte, moltes legislacions estableixen l’obligació d’escoltar l’infant sobre determinats tractaments a què hagi de ser sotmès. Tot i així, en el cas de l'eutanàsia, admeten que el dret de l’infant a decidir només pot donar-se en determinades franges d’edat (els menors madurs), i sempre amb el consentiment o la involucració dels pares.
Sigui com sigui, Holanda va ser el primer país a despenalitzar l'eutanàsia per als menors d’edat. La llei l’autoritza a infants a partir dels 12 anys. D’altra banda, Bèlgica és l’únic país del món on no hi ha límits d’edat per demanar l'eutanàsia: fins i tot els menors poden fer-ho; això sí, sempre que es donin certes condicions: que el menor demostri “capacitat de discerniment” i els seus pares hi estiguin d’acord, que es tracti d’una malaltia terminal i incurable, i que li suposi un dolor físic insuportable. En el cas dels menors belgues, doncs, queda exclòs el dolor psíquic com a argument.

### El pacient al·lega patir simplement «cansament vital»
Aquest supòsit, al no haver-hi malaltia greu ni patiment físic ni psíquic, planteja un debat ètic profund tan si se'n parla en l'àmbit de l'eutanàsia (on és el personal mèdic que administra el tractament) com si se'n parla en l'àmbit del suïcidi assistit. Cal recordar que en algun país, com a Suïssa, el suïcidi assistit és legal. I que a Holanda, l’admissió d’aquest nou supòsit com a possibilitat legal en el tractament eutanàsic és fruit d’un ampli debat polític. O esmentar el cas de David Goodall, el científic australià que el maig del 2018 va viatjar Suïssa per poder rebre assistència al suïcidi, ja que l'eutanàsia estava prohibida a Austràlia (excepte en un estat i de forma restringida). Al seu quadre mèdic només hi havia la vellesa de 104 anys, amb l’aparició de certes limitacions però amb cap malaltia terminal. En tot cas, aquest és un debat viu en l’àmbit de l’ètica sobre el final de la vida.

## Punts de vista religiosos

### Cristianisme

#### Àmpliament en contra
L'Església catòlica romana condemna l'eutanàsia i el suïcidi assistit com a moralment errònia. Afirma que, "l'eutanàsia intencionada, siguin quines siguin les seves formes o motius, és un assassinat. És contràriament greu a la dignitat de la persona humana i al respecte degut al Déu viu, al seu Creador". Per això, la pràctica és inacceptable dins de l'Església. L'Església Ortodoxa d'Amèrica, juntament amb altres esglésies ortodoxes orientals, també s'oposa a l'eutanàsia afirmant que s'ha de condemnar com a assassinat afirmant que, «l'eutanàsia és la cessació deliberada per posar fi a la vida humana».
Moltes esglésies no catòliques dels Estats Units adopten una posició contrària a l'eutanàsia. Entre les esglésies protestants, l'Església Episcopal va aprovar una resolució el 1991 contra l'eutanàsia i el suïcidi assistit afirmant que és «moralment equivocat i inacceptable llevar una vida humana per alleujar el patiment causat per malalties incurables». Altres esglésies protestants que s'oposen a l'eutanàsia. S'inclouen:
- Assemblees de Déu[92]
- Església de Jesucrist dels Sants dels últims dies[93]
- Església del Natzarè[94]
- Església evangèlica luterana a Amèrica[95]
- Església presbiteriana a Amèrica[96]
- Església del sínode Lutheran-Missouri[97]
- Església reformada a Amèrica[98]
- Exèrcit de Salvació[99]
- Església Adventista del Setè Dia[92]
- Convenció Baptista del Sud[100]
- Església Metodista Unida[91]

#### Parcialment a favor
L'Església d'Anglaterra accepta l'eutanàsia passiva en algunes circumstàncies, però està fortament en contra de l'eutanàsia activa, i ha dirigit l'oposició contra el recent intent de legalitzar-la. L'Església Unida del Canadà accepta l'eutanàsia passiva en algunes circumstàncies, però està en general contra l'eutanàsia activa, amb l'acceptació creixent d'ara en que l'eutanàsia activa s'ha legalitzat parcialment al Canadà.

### Islam
L'eutanàsia és un tema complex en la teologia islàmica; tanmateix, en general es considera contrari a la llei islàmica i als textos sants. Entre les interpretacions de l'Alcorà i el Hadit, la terminació precoç de la vida és un delicte, ja sigui per suïcidi o ajudant-se a suïcidar-se. Les diferents posicions sobre el cessament del tractament mèdic es barregen i es consideren una classe d'acció diferent de la terminació directa de la vida, especialment si el pacient pateix. El suïcidi i l'eutanàsia són dos delictes a gairebé tots els països de majoria musulmana.

### Judaisme
En el judaisme hi ha molt debat sobre el tema de l'eutanàsia en la teologia, l'ètica i l'opinió general (sobretot a Israel i als Estats Units). L'eutanàsia passiva va ser declarada legal pel màxim tribunal d'Israel en determinades condicions i ha assolit certs nivells d'acceptació. L'eutanàsia activa continua sent il·legal, tot i que el tema està activament debatut sense un consens clar a través de perspectives legals, ètiques, teològiques i espirituals.

### Budisme
Hi ha molts punts de vista entre els budistes sobre la qüestió de l'eutanàsia, però molts són crítics amb el procediment.
Un valor important de l'ensenyament del budisme és la compassió. Alguns budistes utilitzen la compassió com a justificació de l'eutanàsia perquè la persona que pateix queda alleujada del dolor. Tot i això, encara és immoral "emprendre qualsevol acció que tingui per objectiu destruir la vida humana, independentment de la qualitat del motiu de l'individu".
En el budisme theravada, un laic recita diàriament una fórmula senzilla: "Em comprometo el precepte a abstenir-me de destruir els éssers vius." Per als monjos budistes (bhikkhu) les regles s'expressen més explícitament. Per exemple, en el codi monàstic (Patimokkha), estableix:
"Si algun bhikkhu privés intencionadament un ésser humà de la vida, o cerqués un assassí per a algú, o lloés els avantatges de la mort, o incités a morir a algú. Se li diu (sic) "El meu bon home, de què et serveix aquesta trista i miserable vida?. La mort seria millor per a tu que la vida", o amb aquesta idea o propòsit en ment, o si de diverses maneres lloés els avantatges de la mort o incités a algú a morir, [aquest bhikkhu] estaria derrotat i ja no estaria en comunió [amb nosaltres]."

### Hinduisme
Hi ha dos punts de vista hindús sobre l'eutanàsia. En ajudar a acabar amb una vida dolorosa, una persona està realitzant un bon acte i, per tant, compleix les seves obligacions morals. L'eutanàsia també pot ser acceptable si s'utilitza per motius desinteressats. D'altra banda, ajudant a acabar amb una vida, fins i tot una plena de patiments, una persona pertorba el temps del cicle de la mort i el renaixement. Això és dolent i els que participen en l'eutanàsia prendran el karma que queda del pacient. La mort és un procés natural i arribarà al seu moment.
En els Vedes es diu clarament que l'home només té dos amics de confiança a la vida, el primer s'anomena Vidya (coneixement) i el segon es diu Mrityu (Mort). El primer és beneficiós i un requisit a la vida, i el segon és inevitable de vegades fins i tot inesperat. L'eutanàsia no és l'acte del pecat, sinó al fet de pertànyer al món el que fa que l'eutanàsia sigui vista com un acte de pecat. Fins i tot un Sannyasin o un Sannyasini si ho decideixen, se'ls permet acabar la seva vida amb l'esperança d'arribar a moksha, és a dir, a l'emancipació de l'ànima.

## Casos mediàtics
Al llarg de la història hi ha hagut casos mediàtics amb relació a l'eutanàsia. Alguns d'ells són:
- Ramón Sampedro (1943-1998): Va quedar tetraplègic als 25 anys. Va demanar de forma judicial i legal l'eutanàsia activa que va ser rebutjada. Una de les seves frases més conegudes era "Sóc un cap sense cos". Finalment, va morir per intoxicació per cianur de potassi.[109]
- Chantal Sébire (1955-2008): En aquest cas, Chantal Sébire, presentava una forma de càncer incurable. A conseqüència, va demanar al govern francès l'eutanàsia. Aquest va rebutjar la seva petició i 24 hores després va aparèixer morta a casa seva. Va morir a causa d'una intoxicació per barbitúrics.[110]

- Brittany Maynard (1984-2014): Aquesta jove de 29 anys que va ser diagnosticada d'un tumor cerebral irreversible.[111] La jove va manifestar el seu desig de morir, utilitzant les xarxes socials, i va esmentar el dia i mes de la seva mort. Darrerament, les xarxes socials van mostrar un gran suport a la noia. Aquest cas ha despertat una gran polèmica, sobre eutanàsia, als Estats Units, lloc en el qual només està permesa en 3 estats. La jove va decidir traslladar-se a Oregon estat en el qual hi ha la Llei de mort digna. Finalment, va morir l'1 de novembre de 2014 tal com ella havia escollit.[112]

- David Goodall (1914-2018): Científic botànic australià i defensor del dret a l'eutanàsia, als seus 104 anys i sense patir cap malaltia greu va decidir que volia morir degut al deteriorament de les seves condicions de vida. Davant la negativa de les autoritats australianes de permetre-li dur a terme un suïcidi assistit, va viatjar a Suïssa on es va injectar un medicament letal i morí, donant el seu cos a la ciència.[113] Aquest, pròpiament seria un cas de suïcidi assistit, però que ha plantejat mediàticament la falta d'una legalització de l'eutanàsia on poder-se acollir.
- María José Carrasco (1958-2019): Malalta greu d’esclerosi múltiple, a Madrid, va demanar a la seva parella, Ángel Hernández, que l’ajudés a suïcidar-se, cosa a la qual ell finalment va accedir, tot fent-ho públic i plantejant la necessitat d’una llei reguladora. La fiscalia va acabar demanant sis mesos de presó tot manifestant que seria favorable a un indult. El judici s'ha de celebrar el 2021.[114] Com en el cas de Goodall, es tractaria tècnicament d'un suïcidi assistit com a recurs davant la inexistència de formes legals d'eutanàsia.
- Antoni Minguilod (1945-2019): Habitant de Malgrat de Mar, malalt de parkinson que li produïa atròfia multisistema, es va donar a conèixer als mitjans quan el 2019 va fer una carta pública demanant l'aprovació de l'eutanàsia.[115][116] Va morir de mort natural uns mesos després, als 74 anys.

## Conceptes relacionats
- Suïcidi assistit: Aquest concepte fa referència a l'acció d'una persona per posar fi a la seva pròpia vida. Aquesta acció es realitza amb l'ajuda d'una altra persona que li facilita fàrmacs o altres substàncies per posar fi a la seva vida, o que li aconsella la dosi o la forma de prendre'ls. Si qui li facilita o aconsella és personal mèdic, es parla també de "suïcidi mèdicament assistit". En qualsevol cas, cal diferenciar aquestes situacions de l'eutanàsia on sí que el personal sanitari s'encarrega d'administrar els fàrmacs i d'acompanyar en tot el procés.
- Ortotanàsia: Aquest concepte fa referència al fet de no alterar el curs de la mort, és a dir, a utilitzar tractaments per disminuir la simptomatologia i sofriment però sense avançar la mort.[117]
- Distanàsia: Concepte, antònim de ortotanàsia, que fa referència a la prolongació de la vida de la persona. Hi ha vida però no qualitat de vida.[117]
- Sedació terminal: Tractament emprat en situacions d'últims dies en pacients pal·liatius per disminuir el nivell de consciència de la persona i evitar patiment físic, psicològic i emocional. S'utilitza quan ja no hi ha res a fer. Aquesta acció es duu a terme amb consentiment explícit, implícit o delegat.
- Obstinació terapèutica: Acció que consisteix a utilitzar tractaments i mesures que no tenen benefici ni suposen cap millora per la persona amb una malaltia irreversible i amb pronòstic de mort.[118]
- Medicina pal·liativa: És l'especialitat mèdica que centra les seves intervencions i cuidats a persones amb malalties terminals.[1] Les cures pal·liatives són les atencions, cures i tractaments mèdics i tractaments farmacològics que es donen als malalts en fase avançada i malaltia terminal amb l'objectiu de millorar la seva qualitat de vida i aconseguir que el malalt estigui sense dolor.[119]